# Данні
Даніел Мігел Алвіш Гоміш (порт. Daniel Miguel Alves Gomes, * 7 серпня 1983, Каракас), насамперед відомий за прізвиськом Данні, — португальський футболіст, що грав на позиції півзахисника.
Виступав, зокрема, за клуби «Динамо» (Москва) та «Зеніт», а також національну збірну Португалії.
Дворазовий володар Кубка Росії. Триразовий чемпіон Росії. Володар Кубка Чехії. Володар Суперкубка УЄФА. 

## Клубна кар'єра
Народився у Каракасі, Венесуела, в родині португальців. У дитячому віці переїхав з родиною на Мадейру. Вихованець футбольної школи місцевого футбольного клубу «Марітіму». Дорослу футбольну кар'єру розпочав 2001 року в основній команді того ж клубу, в якій провів один сезон, взявши участь лише у 10 матчах чемпіонату.
2002 року молодий гравець уклав контракт з лісабонським «Спортінгом», втім закріпитися в команді столичного клубу не зміг і за рік, у 2003, повернувся до «Марітіму» як орендований гравець. По завершенні терміну оренди повернувся до «Спортінга», в якому продовжував бути здебільшого запасним гравцем.
Втім, незважаючи на нерегулярні виходи на поле у складі «Спортінга», зміг зацікавити представників тренерського штабу російського клубу «Динамо» (Москва), який саме активно розвивав португальський вектор у своїй трансферній політиці. Приєднався до московських «динамівців» 2005 року, відіграв за цю команду наступні три сезони своєї ігрової кар'єри. Більшість часу, проведеного у складі московського «Динамо», був основним гравцем команди.
2008 року приєднався до складу іншого російського клубу, санкт-петербурзького «Зеніта». Всього встиг відіграти за санкт-петербурзьку команду 177 матчів у національному чемпіонаті та вибороти у її складі титули чемпіона Росії, володаря Кубка Росії та Суперкубка УЄФА.
Протягом 2017—2018 років захищав кольори клубу «Славія».
Завершив ігрову кар'єру у команді «Марітіму», у складі якої починав кар'єру. Повернувся до неї 2018 року, захищав її кольори до припинення виступів на професійному рівні у 2019.

## Виступи за збірні
2001 року дебютував у складі юнацької збірної Португалії (U-19), загалом на юнацькому рівні взяв участь у 19 іграх, відзначившись 3 забитими голами.
Протягом 2003–2006 років залучався до складу молодіжної збірної Португалії. На молодіжному рівні зіграв у 18 офіційних матчах.
2008 року дебютував в офіційних матчах у складі національної збірної Португалії.
У складі збірної був учасником чемпіонату світу 2010 року у ПАР.
Загалом протягом кар'єри у національній команді, яка тривала 9 років, провів у її формі 38 матчів, забивши 4 голи.
| Дата       | Місто              | Господарі   | Результат | Гості             | Турнір               | Голи | Примітки |
| ---------- | ------------------ | ----------- | --------- | ----------------- | -------------------- | ---- | -------- |
| 20-8-2008  | Авейру             | Португалія  | 5 – 0     | Фарерські острови | товариський матч     | -    | 55'      |
| 10-9-2008  | Лісабон            | Португалія  | 2 – 3     | Данія             | Відбір до ЧС 2010    | -    | 72' 79'  |
| 11-10-2008 | Стокгольм          | Швеція      | 0 – 0     | Португалія        | Відбір до ЧС 2010    | -    | 86'      |
| 15-10-2008 | Брага (Португалія) | Португалія  | 0 – 0     | Албанія           | Відбір до ЧС 2010    | -    | 53'      |
| 19-11-2008 | Гама               | Бразилія    | 6 – 2     | Португалія        | товариський матч     | 1    | 21' 46'  |
| 11-2-2009  | Лоле               | Португалія  | 1 – 0     | Фінляндія         | товариський матч     | -    | 77'      |
| 28-3-2009  | Порту              | Португалія  | 0 – 0     | Швеція            | Відбір до ЧС 2010    | -    | 66'      |
| 31-3-2009  | Лозанна            | Португалія  | 0 – 2     | ПАР               | товариський матч     | -    | 57'      |
| 24-5-2010  | Ковілян            | Португалія  | 0 – 0     | Кабо-Верде        | товариський матч     | -    | 57'      |
| 1-6-2010   | Ковілян            | Португалія  | 3 – 1     | Камерун           | товариський матч     | -    | 46'      |
| 8-6-2010   | Йоганнесбург       | Мозамбік    | 0 – 3     | Португалія        | товариський матч     | 1    | 86'      |
| 15-6-2010  | Порт-Елізабет      | Португалія  | 0 – 0     | Кот-д'Івуар       | ЧС 2010 - 1-й етап   | -    | 55'      |
| 25-6-2010  | Дурбан             | Бразилія    | 0 – 0     | Португалія        | ЧС 2010 - 1-й етап   | -    |          |
| 29-6-2010  | Кейптаун           | Португалія  | 0 – 1     | Іспанія           | ЧС 2010 - 1/8 фіналу | -    | 58'      |
| 3-9-2010   | Гімарайнш          | Португалія  | 4 – 4     | Кіпр              | Відбір до ЧЄ 2012    | 1    | 61'      |
| 7-9-2010   | Осло               | Норвегія    | 1 – 0     | Португалія        | Відбір до ЧЄ 2012    | -    | 72'      |
| 12-10-2010 | Рейк'явік          | Ісландія    | 1 – 3     | Португалія        | Відбір до ЧЄ 2012    | -    | 88'      |
| 17-11-2010 | Лісабон            | Португалія  | 4 – 0     | Іспанія           | товариський матч     | -    | 46'      |
| 9-2-2011   | Лансі              | Аргентина   | 2 – 1     | Португалія        | товариський матч     | -    | 60'      |
| 26-3-2011  | Лейрія             | Португалія  | 1 – 1     | Чилі              | товариський матч     | -    | 84'      |
| 29-3-2011  | Авейру             | Португалія  | 2 – 0     | Фінляндія         | товариський матч     | -    |          |
| 10-8-2011  | Лоле               | Португалія  | 5 – 0     | Люксембург        | товариський матч     | -    | 34' 58'  |
| 2-9-2011   | Строволос          | Кіпр        | 0 – 4     | Португалія        | Відбір до ЧЄ 2012    | 1    | 88'      |
| 6-2-2013   | Гімарайнш          | Португалія  | 2 – 3     | Еквадор           | товариський матч     | -    | 80'      |
| 26-3-2013  | Баку               | Азербайджан | 0 – 2     | Португалія        | Відбір до ЧС 2014    | -    | 73'      |
| 14-8-2013  | Лоле               | Португалія  | 1 – 1     | Нідерланди        | товариський матч     | -    | 64'      |
| 11-10-2014 | Сен-Дені           | Франція     | 2 – 1     | Португалія        | товариський матч     | -    | 84'      |
| 14-10-2014 | Копенгаген         | Данія       | 0 – 1     | Португалія        | Відбір до ЧЄ 2016    | -    | 78'      |
| 14-11-2014 | Лоле               | Португалія  | 1 – 0     | Вірменія          | Відбір до ЧЄ 2016    | -    | 69' 70'  |
| 18-11-2014 | Манчестер          | Аргентина   | 0 – 1     | Португалія        | товариський матч     | -    | 46'      |
| 29-3-2015  | Лісабон            | Португалія  | 2 – 1     | Сербія            | Відбір до ЧЄ 2016    | -    | 86'      |
| 13-6-2015  | Єреван             | Вірменія    | 2 – 3     | Португалія        | Відбір до ЧЄ 2016    | -    | 63'      |
| 4-9-2015   | Лісабон            | Португалія  | 0 – 1     | Франція           | товариський матч     | -    | 79'      |
| 7-9-2015   | Ельбасан           | Албанія     | 0 – 1     | Португалія        | Відбір до ЧЄ 2016    | -    | 76'      |
| 8-10-2015  | Брага (Португалія) | Португалія  | 1 – 0     | Данія             | Відбір до ЧЄ 2016    | -    | 76'      |
| 11-10-2015 | Белград            | Сербія      | 1 – 2     | Португалія        | Відбір до ЧЄ 2016    | -    | 42' 57'  |
| 25-3-2016  | Лейрія             | Португалія  | 0 – 1     | Болгарія          | товариський матч     | -    | 65'      |
| 29-3-2016  | Лейрія             | Португалія  | 2 – 1     | Бельгія           | товариський матч     | -    | 87'      |
| Усього     |                    | Матчів      | 38        |                   | Голів                | 4    |          |

## Титули і досягнення
- Чемпіон Португалії (1):

«Спортінг»: 2001-02
- Чемпіон Росії (3):

«Зеніт»: 2010, 2011–12, 2014–15
- Володар Кубка Португалії (1):

«Спортінг»: 2001-02
- Володар Суперкубка Португалії (1):

«Спортінг»: 2002
- Володар Кубка Росії (2):

«Зеніт»: 2009-10, 2015-16
- Володар Суперкубка Росії (3):

«Зеніт»: 2011, 2015, 2016
- Володар Суперкубка УЄФА (1):

«Зеніт»: 2008
- Володар Кубка Чехії (1):

«Славія» (Прага): 2017-18